# Не забудьте выключить телевизор
«Не забудьте выключить телевизор» — советская детская кинокомедия 1986 года, снятый Николаем Лукьяновым на киностудии «Беларусьфильм».
Премьера состоялась 9 февраля 1987 года. Фильм посмотрели 5,5 млн зрителей.

## Сюжет
Мама шестилетнего Гоши уезжает в командировку и приглашает няню из фирмы «Заря» по имени Саша посмотреть за сыном. Оказывается, отец Гоши — популярный телеведущий, который давно не общается с мамой Гоши и даже не знает о существовании сына. Саша, будущий педагог, подружившись с мальчиком, решает вернуть отца к себе.
Однако выясняется, что у Гоши уже есть отец, который мало времени проводит с их сыном, предпочитая телевизор. Гоша придумывает историю о том, что его отец — диктор Илья. Когда родители Гоши возвращаются, они разбираются в ситуации. Отец обещает проводить больше времени со своим сыном и начать читать ему сказки каждый день.

## Роли исполняют
- Юлия Яковлева — Саша
- Гоша Беленький — Гоша
- Евгений Стеблов — Илья
- Ирина Метлицкая — Томка
- Ростислав Янковский — Михал Михалыч
- Людмила Аринина — Нина Александровна
- Августин Милованов — Фёдор
- Наталья Егорова — мама
- Александр Беспалый — папа
- Стефания Станюта — Калерия Павловна
- Валентин Букин — сосед
- Борислав Брондуков — Викентий Игнатьевич

### В эпизодах
- Андрей Анкудинов — жених Саши
- Т. Глыгало — помрежиссёра
- Владимир Грицевский — член съёмочной группы
- Наталия Курсевич — работница телевидения
- Юрий Кухарёнок — милиционер
- Юрий Лесной — Герасим
- Александр Кашперов — Коля
- Тамара Муженко — продавщица книжного магазина
- Ирина Нарбекова — пассажирка автобуса
- Ольга Сычик
- Владимир Сичкарь — член съёмочной группы
- Светлана Турова — пассажирка автобуса
- Жаннета Четверикова — тётя Зина

### Нет в титрах
- Аркадий Инин — работник телевидения
- Мария Пискунова
- Николай Лукьянов

## Съёмочная группа
- Авторы сценария: Аркадий Инин, Юрий Волович
- Режиссёр-постановщик: Николай Лукьянов
- Оператор-постановщик: Владимир Спорышков
- Художник-постановщик: Алим Матвейчук
- Композитор: Валерий Иванов
- Песня «О детях» В. Бобрикова
- Звукооператор: Владимир Суходолов
- Режиссёр: О. Бирюков
- Операторы: А. Лейбман, Е. Делун
- Художник-декоратор: В. Ковалёв
- Костюмы: Ирина Гришан
- Гримёр: Т. Кавецкая
- Монтажёр: В. Хантеева
- Ассистенты:
  - режиссёра: Анна Марачевская, А. Кожура
  - оператора: В. Полищук
- Мастер по свету: Н. Климович
- Цветоустановщица: Т. Алексеева
- Консультанты: Н. Голуб, В. Шевелич
- Редактор: В. Гончарова
- Административная группа: Н. Базилевская, А. Чепига, Т. Фащилина
- Директор картины: В. Каган